# Торговый дом Гердлстон
Торговый дом Гердлстон (англ. The Firm of Girdlestone) — роман Артура Конан Дойля, впервые опубликованный издательством Chatto & Windus в 1890 году в Лондоне.

## Сюжет
«Торговый дом Гердлстона. Романтическая история о людях, чуждых романтике» — традиционный для Англии XIX века социальный роман, роман о ловких дельцах и стяжателях, которые наживаются за счёт маленьких людей, оказывающихся в их власти. Его тема, сюжет и характеры свидетельствуют о стремлении автора следовать традиции Чарльза Диккенса. И центральные образы написаны не без влияния сатирических портретов, созданных Ч. Диккенсом. Резкими мазками Дойль рисует запоминающиеся фигуры негоциантов — жестокого, лицемерного клятвопреступника Гердлстона-отца, ловкого софиста и ханжу, и его сына, энергичного, хладнокровного, не знающего жалости Эзру, человека совершенно неразборчивого в средствах для достижения своей цели: он готов убивать, делать жестокие вещи и даже жениться ради того, чтобы прикарманить деньги невесты и тем самым поправить пошатнувшиеся дела фирмы. Всю книгу автор описывает попытки старого Гердлстона и его жестокого сына спасти фирму от краха. Они идут на крайние меры и даже нарушают закон.

## О книге
Африканские эпизоды романа, изображение авантюры Эзры с алмазами в Южной Африке, сближают Конан Дойля с писателями, обращавшимися к ходовой колониальной теме, особенно с «неоромантиком» Райдером Хаггардом.
Роман был напечатан в 1890 году отдельным изданием в Лондоне, вслед за первой повестью о Шерлоке Холмсе «Этюд в багровых тонах» (1887).